# 巴納伊巴號
巴納伊巴號 (U-17) 葡萄牙語發音：[paʁnaˈibɐ] 是一艘隸屬巴西海军的河川炮艦。

## 历史
巴納伊巴號於1938年3月9日成軍服役於 里约热内卢 。服役期間橫跨了 第二次世界大战前後 。是目前世界上最古老仍在服役的軍艦之一。目前主要用於巡視亞馬遜河流域，執行反走私，緝毒，清剿武裝游擊隊等任務。
同艦因"現役高齡骨董"身分而在軍武界擁有一定知名度。
巴納伊巴號 配屬於南马托格罗索艦隊。

## 现代化
该艦於1999年完成了幾階段的現代化，包含換裝柴油引擎取代原本的老舊鍋爐蒸汽機，以增加耐航力與簡化維修。 (其中一具蒸氣機被展示於第六军区的纪念堂。) 。新增的直升機平台可允許操作 UH-12松鼠之類的輕型直升機。

### 索引
1. ↑  Beckhusen, Robert. . Bright Mountain Media. 25 May 2018  [26 May 2018]. （原始内容存档于2020-11-09）. In terms of operational and active ships doing military work, perhaps only the Russian salvage ship Kommuna is older...
2. ↑  . Pantanal News. August 16, 2010  [September 25, 2012]. （原始内容存档于2018-10-05）. （葡萄牙語）